# Hopman Cup 2013
Résultats détaillés de l'édition 2013 du tournoi de tennis professionnel mixte Hopman Cup.
La Hopman Cup 2013 est la 25e édition du tournoi. Huit équipes mixtes participent à la compétition qui se déroule selon les modalités dites du « round robin » : séparées en deux poules de quatre équipes, les premières de chaque poule disputent le titre en finale. Chaque confrontation entre deux pays comporte trois matchs : un simple dames, un simple messieurs et un double mixte décisif.
Le tournoi, qui commence le 29 décembre 2012 à la Perth Arena, se déroule à Perth, en Australie.

## Faits marquants
- C'est la 1re fois que le tournoi se déroule dans la Perth Arena.
- L'Espagne remporte son 4e titre (après ceux acquis en 1990, 2002 & 2010) face à la Serbie, qui perd elle sa 2e finale (après 2007).
- L'allemande Andrea Petkovic blessée au cours de son premier match est remplacée pour la suite du tournoi par sa compatriote Tatjana Malek.
- L'Américain John Isner blessé peu avant le début de la rencontre contre l'Espagne est remplacé au pied levé par l'Australien Thanasi Kokkinakis.
- L'Allemand Tommy Haas blessé peu avant le début du double contre la Serbie est remplacé au pied levé par l'Australien Thanasi Kokkinakis.

## Parcours
| No | Équipe                                    | Résultat       | Ultimes adversaires                           |
| -- | ----------------------------------------- | -------------- | --------------------------------------------- |
| 1  | Ana Ivanović Novak Djokovic               | Finale         | Fernando Verdasco Anabel Medina Garrigues (4) |
| 2  | Venus Williams John Isner                 | 2e du groupe B | 2 victoires 1 défaite                         |
| 3  | Francesca Schiavone Andreas Seppi         | 3e du groupe A | 1 victoire 2 défaites                         |
| 4  | Fernando Verdasco Anabel Medina Garrigues | Victoire       | Ana Ivanović Novak Djokovic (1)               |

| No | Équipe                                | Résultat       | Ultimes adversaires   |
| -- | ------------------------------------- | -------------- | --------------------- |
| 1  | Tommy Haas Andrea Petkovic            | 4e du groupe A | 0 victoire 3 défaites |
| 2  | Kevin Anderson Chanelle Scheepers     | 3e du groupe B | 1 victoire 2 défaites |
| 3  | Jo-Wilfried Tsonga Mathilde Johansson | 4e du groupe B | 0 victoire 3 défaites |
| 4  | Bernard Tomic Ashleigh Barty          | 2e du groupe A | 2 victoires 1 défaite |

## Matchs de poule
L'équipe en tête de chaque poule est qualifiée pour la finale.

### Groupe A

#### Classements
| #   | Équipe victorieuse | Adversaire | Score |
| 1er | Australie          | Allemagne  | 3 - 0 |
| 2e  | Serbie             | Italie     | 2 - 1 |
| 3e  | Italie             | Allemagne  | 2 - 1 |
| 4e  | Serbie             | Australie  | 2 - 1 |
| 5e  | Australie          | Italie     | 2 - 1 |
| 6e  | Serbie             | Allemagne  | 3 - 0 |

| #   | Pays      | Points | Matchs | Sets   |
| --- | --------- | ------ | ------ | ------ |
| 1re | Serbie    | 3 - 0  | 7 - 2  | 14 - 5 |
| 2e  | Australie | 2 - 1  | 6 - 3  | 10 - 8 |
| 3e  | Italie    | 1 - 2  | 4 - 5  | 8 - 12 |
| 4e  | Allemagne | 0 - 3  | 1 - 8  | 5 - 12 |

#### Matchs détaillés
- Première journée

|  | Équipe 1  | Score | Équipe 2  |  |
|  | Allemagne | 0 – 3 | Australie |  |

- Deuxième journée

|  | Équipe 1 | Score | Équipe 2 |  |
|  | Serbie   | 2 – 1 | Italie   |  |

- Troisième journée

|  | Équipe 1 | Score | Équipe 2  |  |
|  | Italie   | 2 – 1 | Allemagne |  |

| Ordre des matchs | Joueurs             | Points au premier set | Points au second set | Points au troisième set |
| ---------------- | ------------------- | --------------------- | -------------------- | ----------------------- |
| 1                | Francesca Schiavone | 3                     | 6                    | 6                       |
| 1                | Tatjana Malek       | 6                     | 3                    | 3                       |
|                  |                     |                       |                      |                         |
| 2                | Andreas Seppi       | 63                    | 67                   |                         |
| 2                | Tommy Haas          | 7                     | 7                    |                         |
|                  |                     |                       |                      |                         |
| 3                | Schiavone - Seppi   | 6                     | 7                    |                         |
| 3                | Malek - Haas        | 4                     | 5                    |                         |

|  | Équipe 1 | Score | Équipe 2  |  |
|  | Serbie   | 2 – 1 | Australie |  |

| Ordre des matchs | Joueurs             | Points au premier set | Points au second set | Points au troisième set |
| ---------------- | ------------------- | --------------------- | -------------------- | ----------------------- |
| 1                | Ana Ivanović        | 6                     | 6                    |                         |
| 1                | Ashleigh Barty      | 2                     | 3                    |                         |
|                  |                     |                       |                      |                         |
| 2                | Novak Djokovic      | 4                     | 4                    |                         |
| 2                | Bernard Tomic       | 6                     | 6                    |                         |
|                  |                     |                       |                      |                         |
| 3                | Ivanović - Djokovic | 6                     | 68                   | 10                      |
| 3                | Barty - Tomic       | 4                     | 7                    | 6                       |

- Quatrième journée

|  | Équipe 1 | Score | Équipe 2  |  |
|  | Italie   | 1 – 2 | Australie |  |

- Cinquième journée

|  | Équipe 1 | Score | Équipe 2  |  |
|  | Serbie   | 3 – 0 | Allemagne |  |

### Groupe B

#### Classements
| #   | Équipe victorieuse | Adversaire     | Score |
| 1er | Espagne            | Afrique du Sud | 2 - 1 |
| 2e  | États-Unis         | Afrique du Sud | 2 - 1 |
| 3e  | Espagne            | France         | 2 - 1 |
| 4e  | États-Unis         | France         | 2 - 1 |
| 5e  | Espagne            | États-Unis     | 2 - 1 |
| 6e  | Afrique du Sud     | France         | 2 - 1 |

| #   | Pays           | Points | Matchs | Sets    |
| --- | -------------- | ------ | ------ | ------- |
| 1re | Espagne        | 3 - 0  | 6 - 3  | 12 - 7  |
| 2e  | États-Unis     | 2 - 1  | 5 - 4  | 10 - 11 |
| 3e  | Afrique du Sud | 1 - 2  | 4 - 5  | 9 - 12  |
| 4e  | France         | 0 - 3  | 3 - 6  | 10 - 11 |

#### Matchs détaillés
- Première journée

|  | Équipe 1 | Score | Équipe 2       |  |
|  | Espagne  | 2 – 1 | Afrique du Sud |  |

- Deuxième journée

|  | Équipe 1   | Score | Équipe 2       |  |
|  | États-Unis | 2 – 1 | Afrique du Sud |  |

| Ordre des matchs | Joueurs              | Points au premier set | Points au second set | Points au troisième set |
| ---------------- | -------------------- | --------------------- | -------------------- | ----------------------- |
| 1                | Venus Williams       | 4                     | 6                    | 6                       |
| 1                | Chanelle Scheepers   | 6                     | 2                    | 3                       |
|                  |                      |                       |                      |                         |
| 2                | John Isner           | 60                    | 65                   |                         |
| 2                | Kevin Anderson       | 7                     | 7                    |                         |
|                  |                      |                       |                      |                         |
| 3                | Williams - Isner     | 6                     | 6                    |                         |
| 3                | Scheepers - Anderson | 3                     | 2                    |                         |

|  | Équipe 1 | Score | Équipe 2 |  |
|  | Espagne  | 2 – 1 | France   |  |

| Ordre des matchs | Joueurs                     | Points au premier set | Points au second set | Points au troisième set |
| ---------------- | --------------------------- | --------------------- | -------------------- | ----------------------- |
| 1                | Anabel Medina Garrigues     | 6                     | 6                    |                         |
| 1                | Mathilde Johansson          | 3                     | 2                    |                         |
|                  |                             |                       |                      |                         |
| 2                | Fernando Verdasco           | 5                     | 3                    |                         |
| 2                | Jo-Wilfried Tsonga          | 7                     | 6                    |                         |
|                  |                             |                       |                      |                         |
| 3                | Medina Garrigues - Verdasco | 6                     | 6                    |                         |
| 3                | Johansson - Tsonga          | 3                     | 3                    |                         |

- Troisième journée

|  | Équipe 1   | Score | Équipe 2 |  |
|  | États-Unis | 2 – 1 | France   |  |

- Quatrième journée

|  | Équipe 1   | Score | Équipe 2 |  |
|  | États-Unis | 1 – 2 | Espagne  |  |

- Cinquième journée

|  | Équipe 1       | Score | Équipe 2 |  |
|  | Afrique du Sud | 2 – 1 | France   |  |

## Finale
La finale de la Hopman Cup 2013 se joue entre l'Espagne et la Serbie.
|  | Équipe 1 | Score | Équipe 2 |  |
|  | Serbie   | 1 – 2 | Espagne  |  |